# Lac Emeric
Pour les articles homonymes, voir Émeric.
Le lac Emeric (en anglais : Emeric Lake) est un lac américain dans le comté de Mariposa, en Californie. Il est situé à 2 845 mètres d'altitude au sein de la Yosemite Wilderness, dans le parc national de Yosemite.